# Shancheng
Der Stadtbezirk Shancheng (山城区,  Shānchéng Qū) gehört zum Verwaltungsgebiet der bezirksfreien Stadt Hebi in der Provinz Henan der Volksrepublik China. Shancheng hat eine Fläche von 138 km² und zählt 242.800 Einwohner (Stand: Ende 2018).